# František Kratochvíl (politik)
František Kratochvíl (28. července 1857 nebo 30. či 31. července 1858 Vídeň – 20. ledna 1932 Praha) byl rakouský a český podnikatel a politik, na počátku 20. století poslanec Českého zemského sněmu a Říšské rady.

## Biografie
Vystudoval obecnou školu ve Vídni, jeden rok reálné školy a pak se od dvanácti let učil zámečníkem na Žižkově. Absolvoval večerní školu v Karlíně a reálku v Panské ulici a vrátil se k zámečnické profesi. Byl mistrem zámečnickým. Patřil mu dům na Žižkově. Po 25 let až do své smrti byl členem pražské obchodní a živnostenské komory. Angažoval se v četných spolcích jako Řemeslnická jednota nebo Spolek majitelů domů.
Počátkem 20. století se zapojil i do zemské a celostátní politiky. Ve volbách v roce 1901 byl zvolen do Českého zemského sněmu v kurii městské (volební obvod Rychnov). Politicky se uvádí coby člen mladočeské strany. Kromě toho byl zvolen ve volbách roku 1901 i do Říšské rady (celostátní zákonodárný sbor), za všeobecnou kurii, obvod Písek, Mirovice, Vodňany atd. Do Říšské rady se dostal i ve volbách roku 1907 (obvod Čechy 20). Zasedl v poslanecké frakci Český klub. Mandát obhájil ve volbách roku 1911 (obvod Čechy 29).
Po vzniku Československa byl jmenován do zemské odvolací daňové komise.
Zemřel v lednu 1932 v Praze na Žižkově.